# Ectolopha viridescens
Ectolopha viridescens là một loài bướm đêm trong họ Noctuidae.